# César Aira

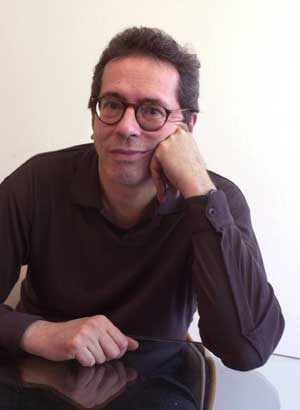
César Aira in 2012

César Aira (Coronel Pringles, 1949) is een Argentijns schrijver en vertaler en een voorvechter van de huidige Argentijnse literatuur. Hij publiceerde meer dan tachtig romans, novelles en essays.

## Levensloop
César Aira werd geboren op 23 februari 1949 in Coronel Pringles, een kleine stad in de provincie Buenos Aires.
Hij studeerde rechten en literatuurwetenschappen.
In 1967 ging hij wonen in Flores, een district in de stad Buenos Aires. Zowel zijn geboorteplaats als Flores zijn vaak aanwezig in zijn werk.
Hij schreef romans, essays en theaterstukken en het beroemde Diccionario de autores latinoamericanos.
Vanaf 1992 is het frenetieke ritme waaraan hij schrijft en publiceert - twee tot vier boeken per jaar van telkens een honderdtal pagina’s – heel typisch voor hem.
In 1993 werd Cómo me hice monja door de Spaanse krant El País gekozen tot een van de tien beste fictieboeken van het jaar, wat César Aira een grotere bekendheid leverde binnen de literaire wereld.
Naast zijn schrijfwerk heeft hij ook boeken vertaald, onder andere uit het Frans: Antoine de Saint Exupéry en Jan Potocki, en uit het Engels: Stephen King, Donna W. Cross. Zijn vertaalwerk bevat novelles, korte verhalen, toneel en essays.
Voor verschillende kranten en tijdschriften (onder meer The New Yorker en El Pais) schrijft hij ook, meestal korte stukken over de meest diverse auteurs.
Hij doceert aan de universiteiten van Buenos Aires en Rosario.
Zijn werk werd reeds in verschillende talen vertaald.
In 1996 ontving hij een Guggenheim Fellowship. In 1998 werd zijn roman Cómo me hice monja gekozen tot een van de tien beste Spaanse boeken van 1998.

## Onderwerpen
De onderwerpen waarover César Aira schrijft variëren enorm.
- de auteur vindt het leuk om de spot te drijven met zichzelf en voert zichzelf vaak op als personage in zijn romans. Dit is het geval in El congreso de literatura, Las curas milagrosas del Doctor Aira, Cómo me hice monja, Cómo me reí, El cerebro musical of Cumpleaños; ook in Las conversaciones is hij aanwezig.
- zijn geboortestad, Coronel Pringles, is ook vaak aanwezig als achtergrond, zoals in La cena waarin zich een opmerkelijke nachtmerrie ontwikkelt, of in het boek El tilo.
- zijn huidige woonplaats in Buenos Aires, of de omgeving daarvan, is dan weer het decor voor andere romans, zoals Las noches de Flores.
- Aira keert ook vaak terug naar het Argentinië van de 19de eeuw. Dat is bvb. het geval in zijn lange en indrukwekkende La liebre, Un episodio en la vida del pintor viajero, over een Duitse schilder, en in Ema, la cautiva.
- Ook speelt hij regelmatig met stereotiepen uit het exotische Oosten, zoals in Una novela china, El volante, en El pequeño monje budista.
- Soms is er een apocalyptische ondertoon aanwezig. Los misterios de Rosario, La guerra de los gimnasios of, nog maar eens, La cena, zijn er voorbeelden van.
- Aira maakt graag gebruik van de populaire stijl zoals aangetroffen in stripverhalen, of van technieken uit de ‘subliteraire genres’ zoals in Las aventuras de Barbaverde.
- Zijn verhalen variëren van surrealistische of dadaïstische quasi nonsens tot fantastische vertellingen en verhalen die balanceren op een wankel evenwicht tussen fantasie en werkelijkheid.

## Stijl
In interviews heeft Aira het vaak gehad over een avant-gardistische esthetica die hij heeft uitgewerkt en waarbij de schrijver, veeleer dan een geschreven tekst te herwerken, een vlucht vooruit neemt om zich vervolgens te improviseren uit de situaties waarin hij zichzelf al schrijvende klem heeft gereden.
Ook zoekt Aira in zijn eigen werk het ‘continuüm’ (el continuo) op. Het gaat erom het verhaal zich te laten afspelen in een ononderbroken verloop van de tijd. Over deze techniek laat hij zich ook lovend uit wanneer anderen die toepassen in hun werk, zoals de Argentijns-Parijse cartoonist en auteur van (onder meer) stripverhalen Copi.
Doordat Aira wat hij geschreven heeft niet herwerkt, en niet kan terugvallen op sprongen in de tijd, wordt hij verplicht tot improvisatie. Dit levert fictie op waarin Aira totaal onverwacht kan verspringen van het ene literaire genre naar het andere, wat hem veel mogelijkheden biedt. Vaak maakt hij gebruik van vertelstrategieën uit de populaire cultuur of uit ‘subliteraire genres’ zoals pulp, sciencefiction en technieken die gebruikt worden in tv-soaps.
Heel vaak weigert Aira ook bewust om zich te conformeren aan de algemene verwachtingen over hoe een roman hoort te eindigen, waardoor veel van zijn fictiewerken een relatief open einde of juist een abrupt einde kennen.
Airas manier van werken wordt onder meer ingegeven doordat hij zich afzet tegen de redenering dat om kwalitatief goed te zijn, een boek aan welbepaalde criteria zou moeten beantwoorden. Volgens Aira is de functie van kunst om onophoudelijk te creëren zonder dat de kunstenaar zich hoeft te bekommeren om andere theoretische problemen dan deze die betrekking hebben op de transsubstantiatie van de ervaringen van de auteur.
In die zin maakt Aira ook gebruik van een beredeneerde versie van het automatisch schrijven (écriture automatique) van de surrealisten. De auteur heeft zijn manier van werken vergeleken met kunstenaars als Max Ernst en Joseph Cornell.
Belangrijk is voor hem het dynamische scheppingsproces, meer dan het boek te zien als een afgewerkt product. Er hoeft geen belang gehecht te worden aan een boek als een afgewerkt product. Het scheppingsproces, de beweging is belangrijk. Zowel voor de lezer als voor de schrijver is de auteur in zijn totaliteit een levend wezen in zijn ontplooiing, het geheel van zijn oeuvre, met goede en slechte boeken samen. Aira zegt: "Vandaar dat ik ooit gezegd heb dat ik niet terugkeer in wat al geschreven is om teksten te herwerken (het is nutteloos), maar dat ik vooruitga."

## Kritisch oeuvre
Beroepsmatig schrijft Aira fictie en is hij vertaler. Afgezien daarvan schrijft hij ook literaire kritieken.
Daartoe behoren studies over de Argentijnse schrijver, dramaturg en cartoonist Copi en over de dichter Alejandra Pizarnik (Aira is specialist van beide) en een studie over de negentiende-eeuwse Britse schrijver van limericks en nonsens Edward Lear.
Aira was de intieme vriend van de overleden Osvaldo Lamborghini, en is een van de belangrijkste beheerders van zijn werk. Hij heeft Novelas y cuentos (romans en korte verhalen) uitgebracht in twee volumes, voorzien van een proloog van zijn hand.
Ook geeft hij colleges. Hij heeft onder meer colleges gegeven over Arthur Rimbaud, Stéphane Mallarmé en het constructivisme.
Zijn studiewerk stuit echter wel soms op moeilijkheden, want in zijn manier van werken ervaart Aira de noodzaak om begrippen te definiëren en het ontdekken van de waarheid als twee onafhankelijke parameters.

## Over zijn werk
Over Airas werk werden verschillende essays uitgegeven bij de Argentijnse uitgeverij Beatriz Viterbo. “Las vueltas de César Aira” van Sandra Contreras; “Degeneraciones textuales”, door Mariano Garcia, een monografische studie en presentaties over de poëzie van César Aira, geschreven door David Jacobo Viveros Granja in Colombia. In Spanje verschenen artikelen over zijn werk geschrevenn door Carmen de Mora, Manuel Alberca en Jesús Montoya Juarez, die ook een scriptie aan hem wijdde. (Realismos de simulacro: imagen, medios y tecnologia en el narrativa del Río de la Plata, Universidad de Granada, 2008). In 2011 publiceerde de Argentijn Ariel Idez een roman getiteld “La última de César Aira”, waarin Aira de rol van de schurk speelt.

## Filmbewerkingen
Zijn roman La prueba (1992) diende als basis voor een film – of eerder als vertrekpunt ervan, aangezien slechts het eerste half uur van de film de roman volgt – voor de film Tan de repente (2002) van Diego Lerman, die ook een kortfilm heeft gerealiseerd, gebaseerd op La guerra de los gimnasios.

## Werk
Zijn overvloedige oeuvre met fictie, toneel en essays, bevat meer dan tachtig werken. Onderstaande lijst is niet noodzakelijk volledig.
Zijn werk werd in verschillende talen vertaald. In het Engels en het Frans is een groot deel van zijn oeuvre beschikbaar. Vijf titels van Aira zijn in het Nederlands vertaald. 

### Nederlandse vertalingen
- Varamo, 1999 (Anagrama, 2002) - De nachtelijke invallen van ambtenaar Varamo (vert. Adri Boon, De Geus, 2007)
- Los fantasmas, 1990 (Mondadori 2013) – De schimmen (vert. Adri Boon, Meulenhoff, 2013)
- Come me hice monja, 2006 - Hoe ik een non werd (vert. Adri Boon, Meulenhoff, 2016)
- Un episosio en la vida del pintor viajero, 2000 - Een episode uit het leven van een landschapsschilder  (vert. Adri Boon, Kopernik, 2020)
- El congreso de literatura (1997) - Het literatuurcongres (Vert. Adri Boon, Koppernik, 2022)

### Fictie
- Moreira, Achával Solo, Buenos Aires, 1975
- Ema, la cautiva, Editorial de Belgrano, Buenos Aires, 1981 (Mondadori, 1997)
- La luz argentina, CEDAL, Buenos Aires, 1983
- El vestido rosa. Las ovejas, Ada Korn Editora, Buenos Aires, 1984
- Canto castrato, 1984 (Mondadori, 2005)
- Una novela china, Javier Vergara Editor, Buenos Aires, 1987 (Debolsillo, Buenos Aires, 2005)
- Los fantasmas, 1990 (Mondadori, 2013)
- El bautismo, 1991
- La liebre, Emecé, Buenos Aires, 1991
- La guerra de los gimnasios, 1992 (Emecé, Buenos Aires, 2006)
- Embalse, 1992 (Emecé, Buenos Aires, 2003)
- El llanto, Beatriz Viterbo Editora, Rosario, 1992
- El volante, Beatriz Viterbo Editora, Rosario, 1992
- La prueba, 1992
- Cómo me hice monja, Beatriz Viterbo Editora, Rosario, 1993 (Mondadori, 1998; Viterbo la reeditó en 2009 en un libro del mismo título, junto con La costurera y el viento)
- Madre e hijo, 1993
- Fragmentos de un diario en los Alpes, Beatriz Viterbo Editora, Rosario, 1993 (Mondadori, 2007: reimpresa junto con El tilo y Las curas milagrosas del Dr. Aira en un libro que lleva el título de esta última novela)
- Diario de la hepatitis, Bajo la luna nueva, Rosario, 1994
- El infinito, Vanagloria, Buenos Aires, 1994
- La costurera y el viento, Beatriz Viterbo Editora, Rosario, 1994 (Viterbo la reeditó en 2009 junto con Cómo me hice monja en un libro que lleva el título de esta última novela)
- Los misterios de Rosario, 1994
- Los dos payasos, Beatriz Viterbo Editora, Rosario, 1995
- La fuente, Beatriz Viterbo Editora, Rosario, 1995
- El mensajero, teatro, Beatriz Viterbo Editora, Rosario, 1996
- La abeja, Emecé, Buenos Aires, 1996
- Dante y Reina, Mate, 1997
- El congreso de literatura (1997 y 2007), public. en Mérida (Venezuela)
- La serpiente, Beatriz Viterbo Editora, Rosario, 1997
- Las curas milagrosas del Dr. Aira, Simurg, Buenos Aires, 1998 (Mondadori, 2007: reimpresa en un libro del mismo título que contiene, además, Fragmentos de un diario en los Alpes, 1993, y El tilo, 2003)
- La trompeta del mimbre, Beatriz Viterbo Editora, Rosario, 1998
- El sueño, Emecé, Buenos Aires, 1998
- La mendiga, Mondadori, Barcelona, 1999
- Varamo, 1999 (Anagrama, 2002)
- Haikus, Mate, Buenos Aires, 2000
- El juego de los mundos, 2000
- Un episodio en la vida del pintor viajero, novela sobre Mauricio Rugendas; Beatriz Viterbo Editora, Rosario, 2000 (Mondadori, 2005)
- Un sueño realizado (2001)
- La villa, Emecé, Buenos Aires, 2001 (2006)
- El mago, Mondadori, 2002
- La pastilla de hormona, nouvelle, Belleza y Felicidad, Buenos Aires, 2002
- La princesa Primavera, 2003
- Mil gotas, 2003
- El tilo, Beatriz Viterbo Editora, Rosario, 2003 (Mondadori, 2007: reimpresa junto con Fragmentos de un diario en los Alpes, y Las curas milagrosas del Dr. Aira en un libro que lleva el título de esta última novela)
- Los dos payasos, nouvelle, Beatriz Viterbo Editora, Rosario, 2004
- Las noches de Flores, Mondadori, 2004
- Yo era una chica moderna, Interzona Editora, 2004
- Yo era una niña de siete años, Interzona Editora, 2005
- El cerebro musical, 2005
- El pequeño monje budista, 2005
- Cómo me reí, Beatriz Viterbo Editora, Rosario, 2005
- Parménides, Mondadori, 2006
- La cena, Beatriz Viterbo Editora, Rosario, 2006
- La villa, Emecé, Buenos Aires, 2006
- El todo que surca la nada, 2006
- Las conversaciones, Beatriz Viterbo Editora, Rosario, 2007
- La vida nueva, 2007
- Picasso, Belleza y Felicidad, Buenos Aires, 2007
- Las aventuras de Barbaverde, Mondadori, 2008
- La confesión, Beatriz Viterbo Editora, Rosario, 2009
- Yo era una mujer casada, Cuneta, Santiago de Chile, 2010
- El perro, Belleza y Felicidad, Buenos Aires, 2010
- El té de Dios, 2010
- El error, Mondadori, Barcelona, 2010
- El divorcio, Editorial Mansalva, 2010
- En el café, Belleza y Felicidad, Buenos Aires, 2011
- Festival, 2011
- El mármol, La Bestia Equilátera, Buenos Aires, 2011
- El náufrago, Beatriz Viterbo Editora, Rosario, 2011
- Los dos hombres, 2011
- Entre los indios, Editorial Mansalva, 2012
- Relatos reunidos, Mondadori, Barcelona, 2013
- El testamento del mago tenor, Emecé, Buenos Aires, 2013
- Tres relatos pringlenses, 2013
- Actos de caridad, 2013
- Margarita (un recuerdo), Editorial Mansalva, 2013

### Essays
- Nouvelles Impressions du Petit-Maroc (1991, Meet , bilingüe francés/español)
- Copi, Beatriz Viterbo Editora, Rosario, 1991
- Taxol: precedido de 'Duchamp en México' y 'La broma' (1997)
- Alejandra Pizarnik, Beatriz Viterbo Editora, Rosario, 1998
- Cumpleaños, ensayo autobiográfico; 2000 (Mondadori, 2001)
- Duchamp en México, Ediciones Brevedad, Bogota, 2000
- Diccionario de autores latinoamericanos, Emecé, Buenos Aires, 2001
- Las tres fechas, Beatriz Viterbo Editora, Rosario, 2001
- Edward Lear, Beatriz Viterbo Editora, Rosario, 2004

- Bibsys: 90770894
- Biblioteca Nacional de Chile: 000199289
- Biblioteca Nacional de España: XX831255
- Bibliothèque nationale de France: cb12087881t (data)
- Catàleg d'autoritats de noms i títols de Catalunya: 981058519714806706
- CiNii: DA11279001
- Digitale Bibliotheek voor de Nederlandse Letteren: aira001
- Gemeinsame Normdatei: 123553407
- International Standard Name Identifier: 0000 0001 2103 9674
- Library of Congress Control Number: n82205131
- Bibliotheek van het Japanse parlement: 001117664
- Nationale Bibliotheek van Tsjechië: jo2004249871
- Nationale bibliotheek van Australië: 36002147
- Nationale Bibliotheek van Israël: 987007257529705171
- Nationale Bibliotheek van Polen: a0000003163671
- Nationale en Universitaire bibliotheek Zagreb: 000615328
- Nederlandse Thesaurus van Auteursnamen: 167590413
- Réseau des bibliothèques de Suisse occidentale: 02-A002913132
- Istituto Centrale per il Catalogo Unico: RAVV063767
- LIBRIS: 224897
- Système universitaire de documentation: 029203279
- Trove: 1180277
- Virtual International Authority File: 115982810
- WorldCat: E39PBJxGV8MccHxpKqJp7FcMfq